# 鋸首平鮋
鋸首平鮋為輻鰭魚綱鮋形目鮋亞目平鮋科的其中一種，為亞熱帶魚類，分布於中太平洋東部美國加州舊金山至墨西哥下加利福尼亞海域，棲息深度5-90公尺，體長可達41公分，棲息在岩石底質底層水域，卵胎生，生活習性不明，具有毒性。